# Cikawung (Tanjungsiang)
Cikawung is een bestuurslaag in het regentschap Subang van de provincie West-Java, Indonesië. Cikawung telt 4140 inwoners (volkstelling 2010).